# Good Omens
Good Omens: The Nice and Accurate Prophecies of Agnes Nutter, Witch fra 1990 er en fantasiroman skrevet af Terry Pratchett og Neil Gaiman. Bogen er en komedie og en parodi af filmen The Omen.
| Bog | Spire Denne artikel om bøger og tidsskrifter er en spire som bør udbygges. Du er velkommen til at hjælpe Wikipedia ved at udvide den. |